# Касумов, Музаффар Мадатович
Музаффар Мадатович Касумов (Гасымов) (азерб. Müzəffər Qasımov; 23 февраля 1941, Товуз — 20 июля 2021) — советский футболист, полузащитник. Тренер, функционер.
Начинал играть в 1959 году в кировабадском «Текстильщике», проведя один матч. Вся карьера связана с этим клубом, носившем названия «Динамо», «Прогресс», «Кяпаз». Выступал за команду в различных лигах первенства СССР в 1961—1974 годах. В 1968 году, когда «Динамо» играло в чемпионате СССР, провёл 33 матча. Работал главным тренером (1977, 1984, 1989), начальником команды (1985, 1990). Являлся членом наблюдательного совета клуба.
Скончался 21 июля 2021 года в возрасте 80 лет.
Сын Рашад Гасымов в 2016 году был президентом клуба «Интер» Баку.